# Río Renegado
El rio Renegado es un afluente del río Diguillín en la cuenca del río Itata.

## Trayecto
Se forma por el deshielo y afluentes en el sector Termas De Chillán (Chile). Recorre cerca de 30 km desde su inicio hasta su confluencia con el rio Diguillín. En sus aguas de bajas temperaturas, ya que son de origen cordillerano, se encuentran abundantes especies de peces como la trucha salmonidea y el salmón. 
Su cauce es de formación volcánica, es posible encontrar pozones, zonas de piedras y arena, incluso en algunas zonas se puede disfrutar de sus aguas, como al llegar al poblado de Los Lleuques, donde se encuentra el balneario de La Playita. En sus aguas es posible realizar el baranquismo o Canyoning. 

## Caudal y régimen
El régimen del Renegado ha sido caracterizado como pluvial.: 5 

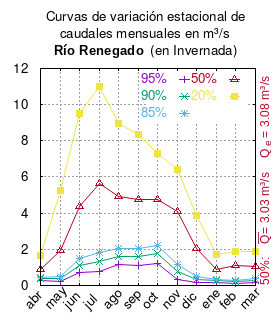
Curvas de variación estacional del río Renegado en Invernadero.

El caudal del río (en un lugar fijo) varía en el tiempo, por lo que existen varias formas de representarlo. Una de ellas son las curvas de variación estacional que, tras largos periodos de mediciones, predicen estadísticamente el caudal mínimo que lleva el río con una probabilidad dada, llamada probabilidad de excedencia. La curva de color rojo ocre (con {\displaystyle {\color {Red}\vartriangle }}) muestra los caudales mensuales con probabilidad de excedencia de un 50%. Esto quiere decir que ese mes se han medido igual cantidad de caudales mayores que caudales menores a esa cantidad. Eso es la mediana (estadística), que se denota Qe, de la serie de caudales de ese mes. La media (estadística) es el promedio matemático de los caudales de ese mes y se denota {\displaystyle {\overline {Q}}}. 
Una vez calculados para cada mes, ambos valores son calculados para todo el año y pueden ser leídos en la columna vertical al lado derecho del diagrama. El significado de la probabilidad de excedencia del 5% es que, estadísticamente, el caudal es mayor solo una vez cada 20 años, el de 10% una vez cada 10 años, el de 20% una vez cada 5 años, el de 85% quince veces cada 16 años y la de 95% diecisiete veces cada 18 años. Dicho de otra forma, el 5% es el caudal de años extremadamente lluviosos, el 95% es el caudal de años extremadamente secos. De la estación de las crecidas puede deducirse si el caudal depende de las lluvias (mayo-julio) o del derretimiento de las nieves (septiembre-enero).

## Historia
Francisco Astaburuaga escribió en 1899 en su obra póstuma Diccionario geográfico de la República de Chile sobre el río:
Renegado.-—Riachuelo formado del derretimiento de algunos bancos de hielo de la base occidental del Nevado de Chillán, entre cuyos arroyos entra el de los baños termales de ese monte. Corre hacia el SO. por entre un cauce estrecho y profundo en la mayor parte y va á vaciar en la orilla norte del Diguillín después de un limitado curso, el cual es tumultuoso y bullidor, que parece estar prorrumpiendo en ecos de cólera y despecho como un renegado, especialmente por donde se le ha echado un puente en el camino de Chillán á esos baños.
El origen de su nombre es difuso, ya que hay varias leyendas que lo explican. En la obra de Oreste Plath, se destaca la leyenda de un cura católico que recorría la zona para evangelizar, en esa misión conoció una hermosa joven, tras lo cual decidió abandonar su fe. La joven era la hija de una machi mapuche de la zona. Un día, quizá arrepentido, decidió volver a su fe, pero en ese acto la machi decidió matarlo, pasando a ser un renegado para los católicos y un renegado para los mapuches. Incluso en el lugar donde nace el río hay una piedra, que según algunos, se asemeja al cura renegado.